# جزيرة طيور القطرس (تسمانيا)
```
جزيرة طيور القطرس 
 هي 
جزيرة
 مكونة من 18 
هكتار
 وهي 
محمية طبيعية
 في 
مضيق باس
 في جنوب شرق 
أستراليا
.وهي جزء من جزيرة تسمانيا مجموعة هنتر وتقع بين 
شمال غرب تسمانيا
 
وجزيرة الملك
 .والجدير بالذكر أن بها مستعمرة من الطيور 
القطرس الخجولة
 تبلغ 5.000 زوج.
[
1
]
```

## الحيوانات
- وبصرف النظر عن طيور القطرس الخجولة ، يوجد بها مجموعة من الطيور البحرية والساحلية وتشمل منها بطريق قزم ، بفن ذو المنقار البارد ، بريون الجني ، نورس المحيط الهادئ ، نورس فضي ، وزوج من الصقر البحر ذو البطن الأبيض والتي تعشش فيها سنويا .وتزور الجزيرة بشكل منتظم من قبل فقمة الفرو الأسترالي وفقمة الفرو النيوزيلاندي .